# Thools
Het Thools is het dialect van het Zeeuws dat op het voormalig eiland Tholen gesproken wordt. Het Fluplands (van Sint Philipsland) is er in grote lijnen gelijk aan.
Het Thools sluit zich vooral aan bij het Schouwen-Duivelands en lijkt niet op het Oost-Zuid-Bevelands: Zomer wordt overigens wel  zeumer en zoon wordt zeune, De Standaardtalige aa verkleurt naar ae (en niet naar î). Een bekend sjibbolet voor het Thools is het woordje in voor en. Binnen het eiland Tholen is er een zekere taalkundige noordwest-zuidoost-tegenstelling te bespeuren, met Sint-Annaland, Stavenisse en Sint-Maartensdijk tegenover Stad Tholen, Poortvliet en Scherpenisse. Hoewel Tholen direct tegen Noord-Brabant aanligt, ligt er een redelijk sterke taalbarrière tussen West-Brabant en Tholen, behalve in de dorpen Oud-Vossemeer (Tholen) en Nieuw-Vossemeer (Brabant): hier hebben de streektalen zich gaandeweg vermengd.
Het gebruik van het Zeeuws op Tholen schijnt niet zo hoog meer te zijn als op Schouwen-Duiveland of het Zuid-Bevelandse platteland; vermoedelijk komt dit door de vrij sterke Brabantse immigratie. Van onbruik is echter nog geen sprake.